# Gianluca Mona
Gianluca Mona (né le 12 septembre 1979 à Zurich en Suisse) est un joueur suisse de hockey sur glace professionnel.

## Carrière
Gianluca Mona a débuté en LNA avec le HC Ambrì-Piotta en 1996. Il évolue jusqu'en 2001 dans le club tessinois, disputant également 9 matchs avec le HC Bâle en 1re ligue. Il est ensuite transféré au HC Fribourg-Gottéron, où, d’abord en concurrence avec Matthias Lauber, il devient le gardien titulaire pendant quatre années. Arrivé au Genève-Servette HC en 2006, il y joue trois saisons. Il rejoint alors le Lausanne HC en LNB en 2009, à cause de la concurrence de Tobias Stephan et de Benjamin Conz à Genève. Il met un terme à sa carrière en 2011.